# Geen Huygen Schapenham
Geen Huygen Schapenham (Schreibweise auch: Gheen, * im späten 16. Jahrhundert in Rotterdam, Niederlande; † 4. November 1625 in der Sundastraße, Indonesien) war ein niederländischer Vizeadmiral. Er war Stellvertreter L’Hermites und führte nach seinem Tod dessen geplante Weltumsegelung über den Pazifik, wobei er die Insel Yap entdeckte.

## Biographie
Schapenham war ein Sohn des Kapitäns Huych Geenen Schapenham oder Schapenhamel. Er trat, wie auch sein Vater vor ihm, in die Niederländische Ostindien-Kompanie (VOC) ein. 1616 war er in deren Auftrag Kapitän der Gouden Leeuw auf einer Reise nach Bantam für die VOC-Niederlassung Rotterdam. 1621 war er Teil einer Flotte aus Gelderland, die ausgesandt wurde, um die Piraterie im Mittelmeer zu bekämpfen. Er stieg weiter im Rang auf und wurde unter Admiral Jacques L’Hermite zu dessen Stellvertreter und Vizeadmiral der sog. nassauischen Flotte (niederländisch Nassausche vloot), benannt nach dessen Förderer, dem Prinzen Moritz von Nassau, ernannt. Diese wurde ausgesandt wurde, um die Erde zu umrunden und der spanischen Expansion unter anderem in Peru entgegenzutreten.

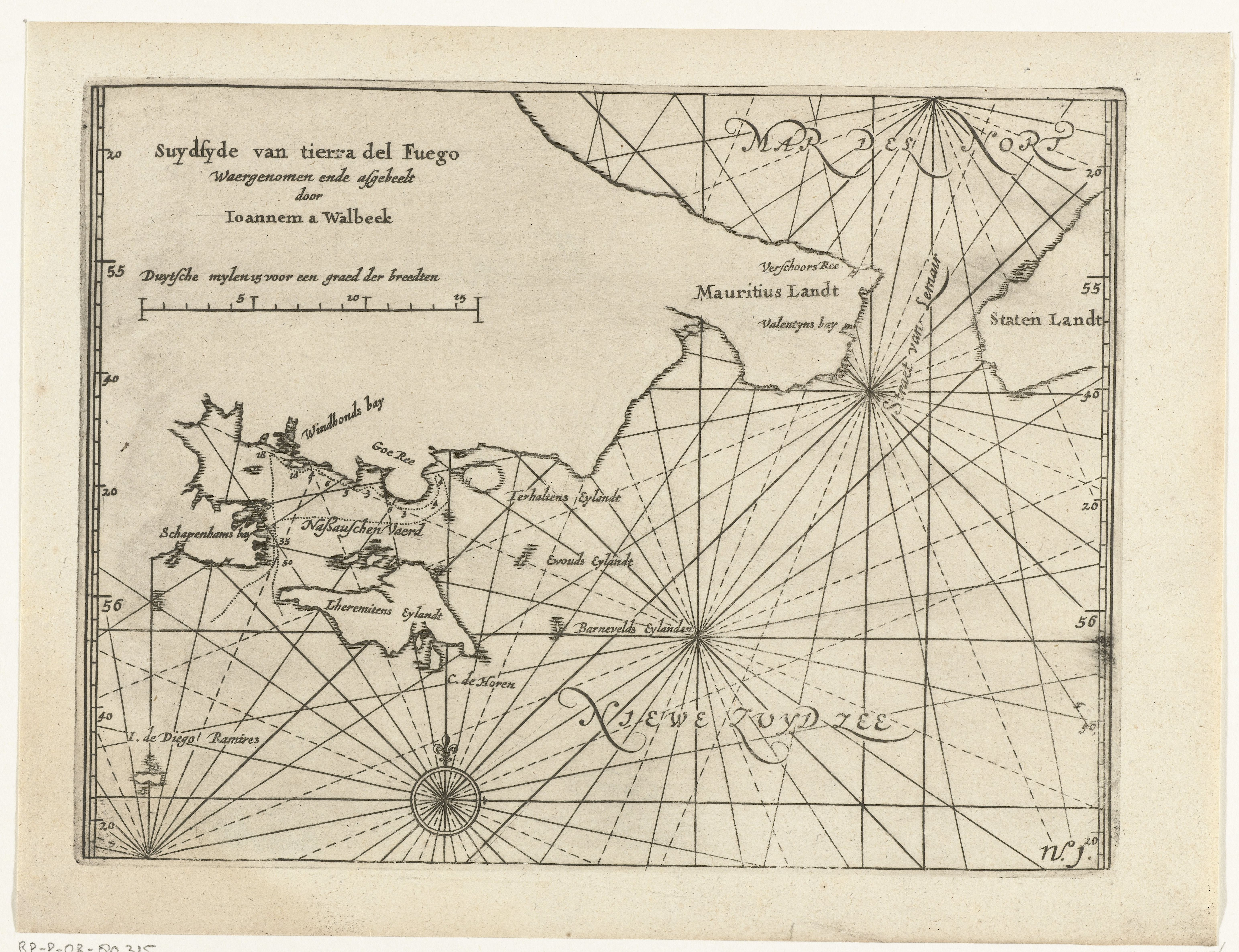
Karte mit der Bahía Schapenham (Schapenhamsbaai) aus dem Iovrnael vande Nassausche vloot, ofte Beschryvingh vande voyagie om den gantschen aerdt-cloot.

Die Flotte aus elf Schiffen mit 1600 Mann Besatzung lief am 29. April aus Goedereede aus. Weitere Aufträge neben der Weltumrundung und dem Kampf gegen die Spanische Vormachtstellung im Ostpazifik war die Errichtung einer eigenen Basis im Süden Amerikas. Im Februar 1624 passierten die Schiffe die Le Maire-Straße, wobei L’Hermite mehrere Benennungen geographischer Objekte vornahm, unter anderem die der Nassau Bay (Bahía Nassau), den Hermite-Inseln (Isla Hermite) und einer Bucht, die nach Schapenham benannt wurde (Bahía Schapenham – Schapenhamsbaai, 55°34' S, 68°1' W). Hierbei wurde auch entdeckt, dass Kap Hoorn tatsächlich Teil einer Inselgruppe war.
Die Flotte wurde während eines Sturms zerstreut, als sie in den Pazifik einlief, konnte sich aber im April bei den Juan-Fernández-Inseln wieder vereinen. Anschließend segelte die Flotte an der Westküste Südamerikas nordwärts, wo planmäßig spanische Schiffe und Häfen angegriffen wurden, so etwa Callao, Guayaquil und Pisco.
L’Hermite, der wie die übrige Crew durch Skorbut und die Strapazen geschwächt war, verstarb schließlich vor Callao am 2. Juni und Schapenham übernahm das Kommando.
In den nächsten Wochen führte die Flotte weitere Angriffe auf spanische Stützpunkte durch, die allerdings keinen Erfolg erzielen konnten. Auch der zweite Angriff auf Guayaquil scheiterte.
Wegen der Misserfolge und der zunehmenden Skorbut, ließ Schapenham nach Mexiko segeln, wo er hoffte, eine bessere Versorgung gewährleisten und die spanische sog. Manila-Galeone abfangen zu können.
Am 27. Oktober traf Schapenham vor Acapulco ein, das allerdings von einer kleinen, aber entschlossenen Garnison verteidigt wurde.
Am 1. November gab Schapenham die Belagerung auf auf und nahm Kurs auf Guam, um die Manila-Galeone zu finden. Er erreichte die Insel jedoch am 25. Januar 1625, ohne das Schiff angetroffen zu haben. Am 11. Februar 1625 reiste er weiter auf die Molukken. Auf dem Weg dorthin erreichte er am 15. November 1625 die Insel Yap in den östlichen Karolinen und kann somit europäischerseits als ihr Entdecker gelten.
Am 2. März 1626 gelang Schapenham in seinem Flaggschiff, der Eendracht, die Kontaktaufnahme mit den niederländischen Behörden auf den Molukken.
Auf Wunsch des dortigen Gouverneurs, Jacques Lefebvre, zerstörte er die spanischen bzw. lokalen Stützpunkte auf Ternate, Tidore und auf der Insel Moti. Anschließend reiste er zu dem VOC-Stützpunkt auf der Insel Ambon, wo er rechtzeitig eintraf, um an der Strafexpedition (sog. niederländisch Hongitochten) gegen die Insel Seram teilzunehmen. Die Strafexpedition beinhaltete das Brandschatzen von ortstypischen Siedlungen (sog. Kampongs), weiteren Gebäuden und Schiffen, vor allem aber die Zerstörung der dortigen Gewürznelkenbäume. Der Verkauf von Nelken unter dem vereinbarten Preis war der Hauptgrund für die Vergeltungsaktionen der Niederländer. Es wird geschätzt, dass bei dieser Gelegenheit etwa 65.000 Nelkenbäume gefällt oder entrindet wurden.
Nachdem die Flotte diese Missionen abgeschlossen hatte, setzte Schapenham seinen Weg nach Batavia fort, wo sich die Expedition aufteilte.
Am 28. Oktober 1625 konnte Schapenham mit den vollbeladenen Schiffen Eendracht und der Wapen van Hoorn den Rückweg nach Holland antreten. Er starb jedoch acht Tage später in der Sundastraße und wurde auf der Insel Pulau Bossoe in einer Bucht vor Bantam begraben. Ein Jahr später wurde sein Leichnam nach Batavia überführt und am 13. November 1626 in der dortigen Kirche feierlich umgebettet.